# Cèl·lula Grätzel

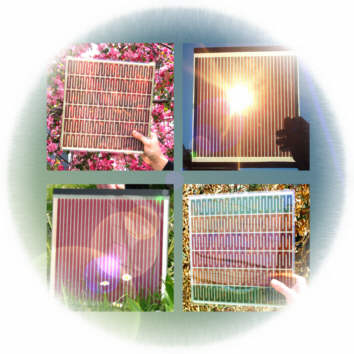
Cèl·lules de pigment fotosensible o cèl·lules Grätzel.

La cèl·lula Grätzel també coneguda com a cèl·lula fotovoltaica sensibilitzada per colorant produeix electricitat mitjançant un principi foto-electroquímic, canviant l'energia lumínica en energia elèctrica. És una cèl·lula solar de baix cost que pertany al grup de cèl·lules solars de pel·lícula fina. Es basa en un semiconductor format entre un ànode fotosensibilitzat i un electròlit, un sistema fotoelectroquímic. La versió moderna d'una cèl·lula solar de colorant, també coneguda com a cèl·lula Grätzel, va ser co-inventada originalment el 1988 per Brian O'Regan i Michael Grätzel a la UC Berkeley i aquest treball va ser desenvolupat posteriorment pels científics esmentats de l'École Polytechnique Fédérale de Lausanne (EPFL) fins a la publicació del primer DSSC d'alta eficiència l'any 1991. Michael Grätzel ha estat guardonat amb el Premi de Tecnologia del Mil·lenni 2010 per aquest invent.
Es basa en una molècula de colorant que, amb la llum, excita un electró i l'injecta a la banda de conducció de l'òxid de titani (II), l'elèctrode de treball. Havent perdut un electró, la molècula del tint es troba oxidada, és a dir, té un electró menys que abans. L'electró segueix un circuit fins a arribar a l'altre elèctrode que transfereix l'electró al parell redox iode/iodur. El circuit es tanca quan el iodur redueix el colorant i la molècula del tint recupera el seu estat inicial. D'aquesta manera el procés es transforma en un cicle que genera un corrent elèctric.
Les cel·les de Graetzel, en el seu origen eren molt prometedores perquè obtenien eficiències de fins al 10%. L'únic inconvenient era l'estabilitat (duraven hores). Posteriorment s'han incorporant grans canvis com la substitució del colorant per Quantum Dots o l'ús d'electròlits sòlids. Tot i així, sembla que la cel·la ha quedat estancada i no s'han aconseguit grans canvis que permetin la seva introducció en la indústria i el mercat.